# Eva Dyrberg
| Posities op de WTA-ranglijst Positie per einde seizoen: \| jaar \| rang enkelspel \| rang dubbelspel \| \| ---- \| -------------- \| --------------- \| \| 1997 \| 631 \| 594 \| \| 1998 \| 621 \| 613 \| \| 1999 \| 169 \| 286 \| \| 2000 \| 165 \| 95 \| \| 2001 \| 137 \| 150 \| \| 2002 \| 102 \| 268 \| |                |                 |
| jaar | rang enkelspel | rang dubbelspel |
| 1997 | 631            | 594             |
| 1998 | 621            | 613             |
| 1999 | 169            | 286             |
| 2000 | 165            | 95              |
| 2001 | 137            | 150             |
| 2002 | 102            | 268             |

Eva Dyrberg (Kopenhagen, 17 februari 1980) is een voormalig tennisspeelster uit Denemarken. Dyrberg begon met tennis toen zij zes jaar oud was. Haar favoriete ondergrond is hardcourt. Zij speelt rechtshandig en heeft een tweehandige backhand. Zij was actief in het internationale tennis van 1996 tot en met januari 2003, en vervolgens nog in het Deense Fed Cup-team tot en met 2009.

## Loopbaan

### Junioren
In 1998 won Dyrberg de meisjesdubbelspeltitel op Wimbledon (met de Kroatische Jelena Kostanić) alsmede op het US Open (met de Belgische Kim Clijsters). Een maand later won zij het ITF-jeugdkampioenschap dubbelspel in Japan, samen met de Oezbeekse Iroda Tulyaganova. Aan het eind van dat jaar had zij de nummer één-positie in het dubbelspel op de juniorenranglijst van de ITF.

### Enkelspel
Dyrberg debuteerde in 1996 op het ITF-toernooi van Rungsted (Denemarken). Zij stond in 1998 voor het eerst in een finale, op het ITF-toernooi van Rungsted (Denemarken) – hier veroverde zij haar eerste titel, door de Estische Maret Ani te verslaan. In totaal won zij vier ITF-titels, de laatste in 2001 in Redbridge (VK).
In 2000 kwalificeerde Dyrberg zich voor het eerst voor een WTA-hoofdtoernooi, op het toernooi van Birmingham. In 2002 had zij haar grandslamdebuut op het Australian Open. Haar beste resultaat op de WTA-toernooien is het bereiken van de kwartfinale op het WTA-toernooi van Antwerpen.
Haar hoogste notering op de WTA-ranglijst is de 77e plaats, die zij bereikte in mei 2002.

### Dubbelspel
Dyrberg was in het dubbelspel minder actief dan in het enkelspel. Zij debuteerde in 1997 op het ITF-toernooi van Rungsted (Denemarken), samen met landgenote Maiken Pape. Zij stond later dat jaar voor het eerst in een finale, op het ITF-toernooi van Joué-lès-Tours (Frankrijk), weer geflankeerd door Maiken Pape – zij verloren van het Tsjechische duo Milena Nekvapilová en Hana Šromová. In 1998 veroverde Dyrberg haar eerste titel, op het ITF-toernooi van Glasgow (Schotland), samen met de Duitse Lydia Steinbach, door het Britse duo Helen Crook en Victoria Davies te verslaan. In totaal won zij vijf ITF-titels, de laatste in 2001 in Ettenheim (Duitsland).
In 2000 kwalificeerde Dyrberg zich voor het eerst voor een WTA-hoofdtoernooi, op het toernooi van Auckland, samen met de Duitse Angelika Bachmann – zij bereikten er de tweede ronde. Later dat jaar had zij haar grandslamdebuut op Wimbledon, weer met Bachmann aan haar zijde – zij bereikten er de tweede ronde. De maand erna stond zij voor het eerst in een WTA-finale, op het toernooi van Knokke-Heist, samen met de Australische Catherine Barclay – zij verloren van het koppel Giulia Casoni en Iroda Tulyaganova.
Haar hoogste notering op de WTA-ranglijst is de 90e plaats, die zij bereikte in oktober 2000.

### Tennis in teamverband
In de periode 1997–2009 maakte Dyrberg deel uit van het Deense Fed Cup-team – zij vergaarde daar een winst/verlies-balans van 32–21.

### Persoonlijk
Na haar deelname aan het Australian Open 2003 legde Dyrberg haar racket terzijde, om met ingang van 1 februari 2003 medicijnen te gaan studeren aan de Universiteit van Kopenhagen. In 2010 behaalde zij het masters-diploma. Na drie jaren ervaring te hebben opgedaan in een drietal verschillende posities, deed zij van 2013–2018 een promotietraject (PhD) met als proefschrift "Diagnostic Imaging of Bone Metastases in Patients with Prostate Cancer". Sindsdien werkt zij als radioloog op het Bisbebjerg Hospital, onderdeel van het Copenhagen University Hospital.

## Palmares
| Legenda                |
| ---------------------- |
| Grandslamtoernooi      |
| Olympische Spelen      |
| Year-End Championships |
| Tier I                 |
| Tier II                |
| Tier III               |
| Tier IV & V            |

### WTA-finaleplaatsen enkelspel
geen

### WTA-finaleplaatsen vrouwendubbelspel
| nr.              | finale     | toernooi         | ondergrond | partner           | tegenstandsters                 | score         |         |
| ---------------- | ---------- | ---------------- | ---------- | ----------------- | ------------------------------- | ------------- | ------- |
| gewonnen finales |            |                  |            |                   |                                 |               |         |
| geen             |            |                  |            |                   |                                 |               |         |
| verloren finales |            |                  |            |                   |                                 |               |         |
| 1.               | 2000-07-23 | WTA Knokke-Heist | gravel     | Catherine Barclay | Giulia Casoni Iroda Tulyaganova | 6-2, 4-6, 4-6 | details |

### Gewonnen ITF-toernooien enkelspel
| nr. | finale     | toernooi  | dotatie | ondergrond    | tegenstandster in finale | score    |
| --- | ---------- | --------- | ------- | ------------- | ------------------------ | -------- |
| 1.  | 1998-11-08 | Rungsted  | $10.000 | tapijt (i)    | Maret Ani                | 6-3, 6-4 |
| 2.  | 1999-03-21 | Asjkelon  | $25.000 | hardcourt     | Tetjana Perebyjnis       | 6-4, 6-4 |
| 3.  | 2000-03-19 | Lissabon  | $10.000 | gravel        | Marina Samoilenko        | 6-3, 6-0 |
| 4.  | 2001-02-11 | Redbridge | $25.000 | hardcourt (i) | Claudine Schaul          | 6-2, 6-2 |

### Gewonnen ITF-toernooien dubbelspel
| nr. | finale     | toernooi          | dotatie | ondergrond    | partner            | tegenstandsters in finale                              | score         |
| --- | ---------- | ----------------- | ------- | ------------- | ------------------ | ------------------------------------------------------ | ------------- |
| 1.  | 1998-10-04 | Glasgow           | $10.000 | hardcourt (i) | Lydia Steinbach    | Helen Crook Victoria Davies                            | 6-4, 5-7, 6-3 |
| 2.  | 1999-07-11 | Civitanova Marche | $25.000 | gravel        | Daniela Hantuchová | Rosa María Andrés Rodríguez Conchita Martínez Granados | 7-6, 4-6, 6-4 |
| 3.  | 1999-12-05 | Cergy-Pontoise    | $50.000 | hardcourt (i) | Jasmin Wöhr        | Anca Barna Adriana Barna                               | 2-6, 6-2, 6-4 |
| 4.  | 2001-03-11 | Ortisei           | $25.000 | hardcourt (i) | Angelika Bachmann  | Jekaterina Kozjochina Kelly Liggan                     | 3-6, 6-4, 6-2 |
| 5.  | 2001-07-29 | Ettenheim         | $50.000 | gravel        | Maja Matevžič      | Katalin Marosi Irina Seljoetina                        | walk-over     |

## Resultaten grandslamtoernooien
| Legenda | Legenda                          |
| ------- | -------------------------------- |
| g.t.    | geen toernooi gehouden           |
| l.c.    | lagere categorie                 |
| –       | niet deelgenomen                 |
| G       | uitgeschakeld in de groepsfase   |
| 1R      | uitgeschakeld in de eerste ronde |
| 2R      | uitgeschakeld in de tweede ronde |
| 3R      | uitgeschakeld in de derde ronde  |
| 4R      | uitgeschakeld in de vierde ronde |
| KF      | uitgeschakeld in de kwartfinale  |
| HF      | uitgeschakeld in de halve finale |
| F       | de finale verloren               |
| W       | het toernooi gewonnen            |
| w-v     | winst/verlies-balans             |

### Enkelspel
| toernooi        | 2002 | 2003 |
| --------------- | ---- | ---- |
| Australian Open | 1R   | 1R   |
| Roland Garros   | 1R   | –    |
| Wimbledon       | 1R   | –    |
| US Open         | 1R   | –    |

### Vrouwendubbelspel
| toernooi        | 2000 | 2001 | 2002 |
| --------------- | ---- | ---- | ---- |
| Australian Open | –    | 1R   | 1R   |
| Roland Garros   | –    | 1R   | –    |
| Wimbledon       | 2R   | 1R   | –    |
| US Open         | 2R   | 1R   | –    |